# Bahulské jamy
Bahulské jamy jsou přírodní památka poblíž obce Horní Němčí v okrese Uherské Hradiště. Nachází se východně od vrcholu kopce Lesná. Oblast spravuje AOPK ČR, Správa CHKO Bílé Karpaty.
Důvodem ochrany je vynikající ukázka bývalých bělokarpatských luk (poslední zbytek dřívějšího bohatého komplexu Lesná). Zastoupení prvků luk a hájů, spíše vlhčího typu hodnotné i krajinářsky. Vyskytuje se např. prstnatec bezový (Dactylorhiza sambucina), vstavač mužský (Orchis mascula), vstavač vojenský (Orchis militaris), hlavinka horská (Traunsteinera globosa), kosatec různobarvý (Iris variegata), kosatec trávolistý (Iris graminea), lilie zlatohlavá (Lilium martagon), náprstník velkokvětý (Digitalis grandiflora) atd.

## Fotogalerie

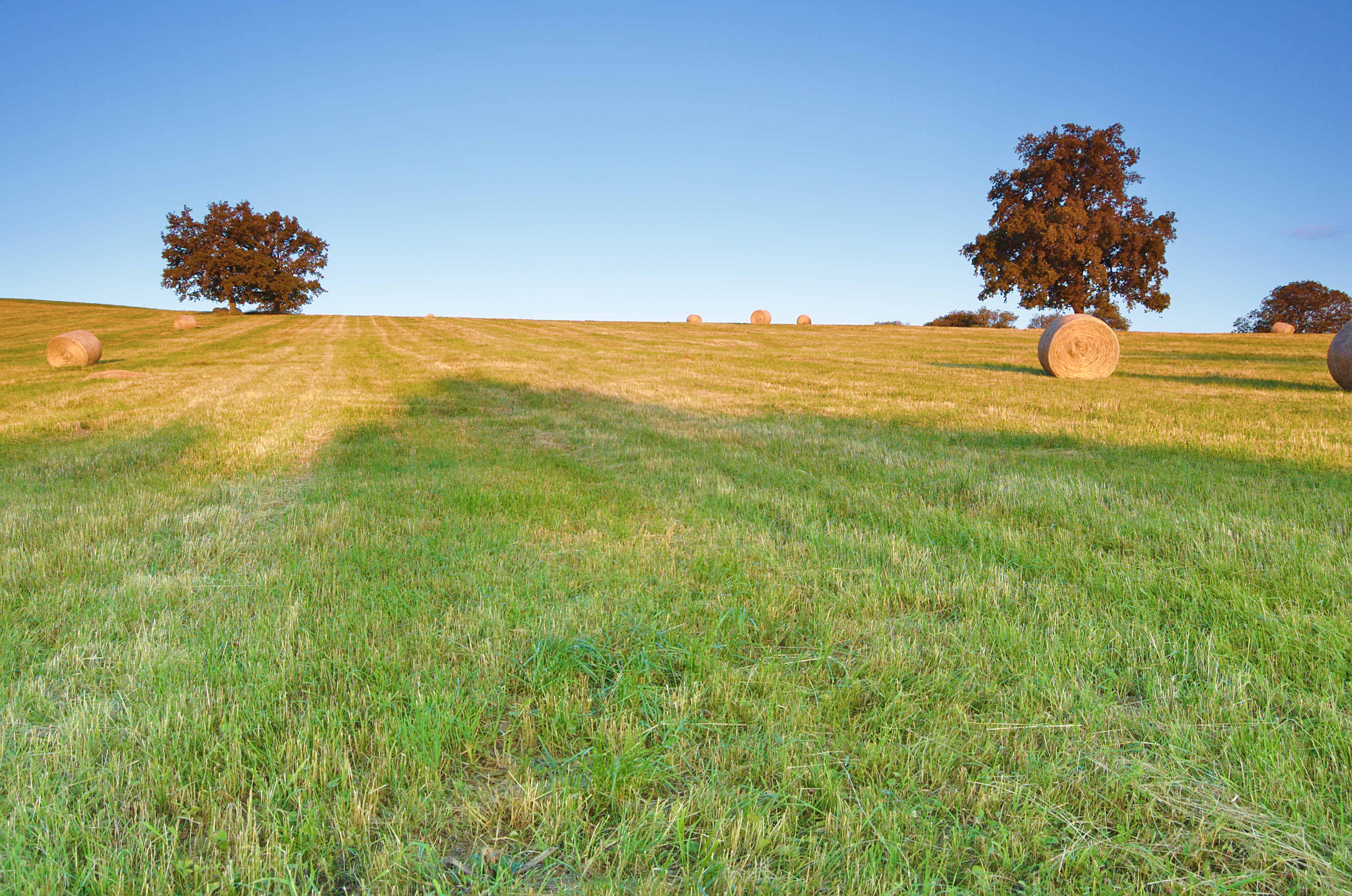
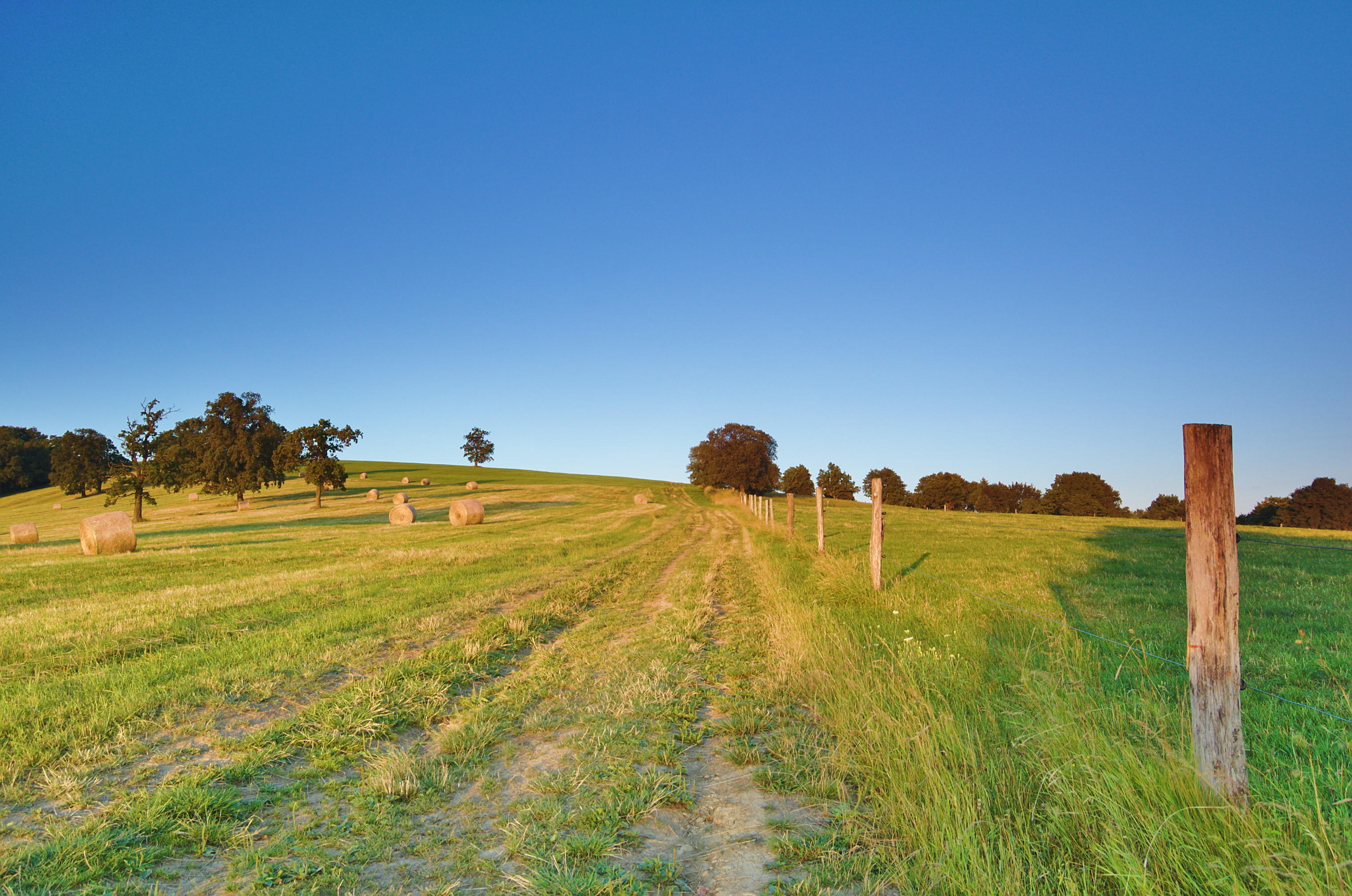
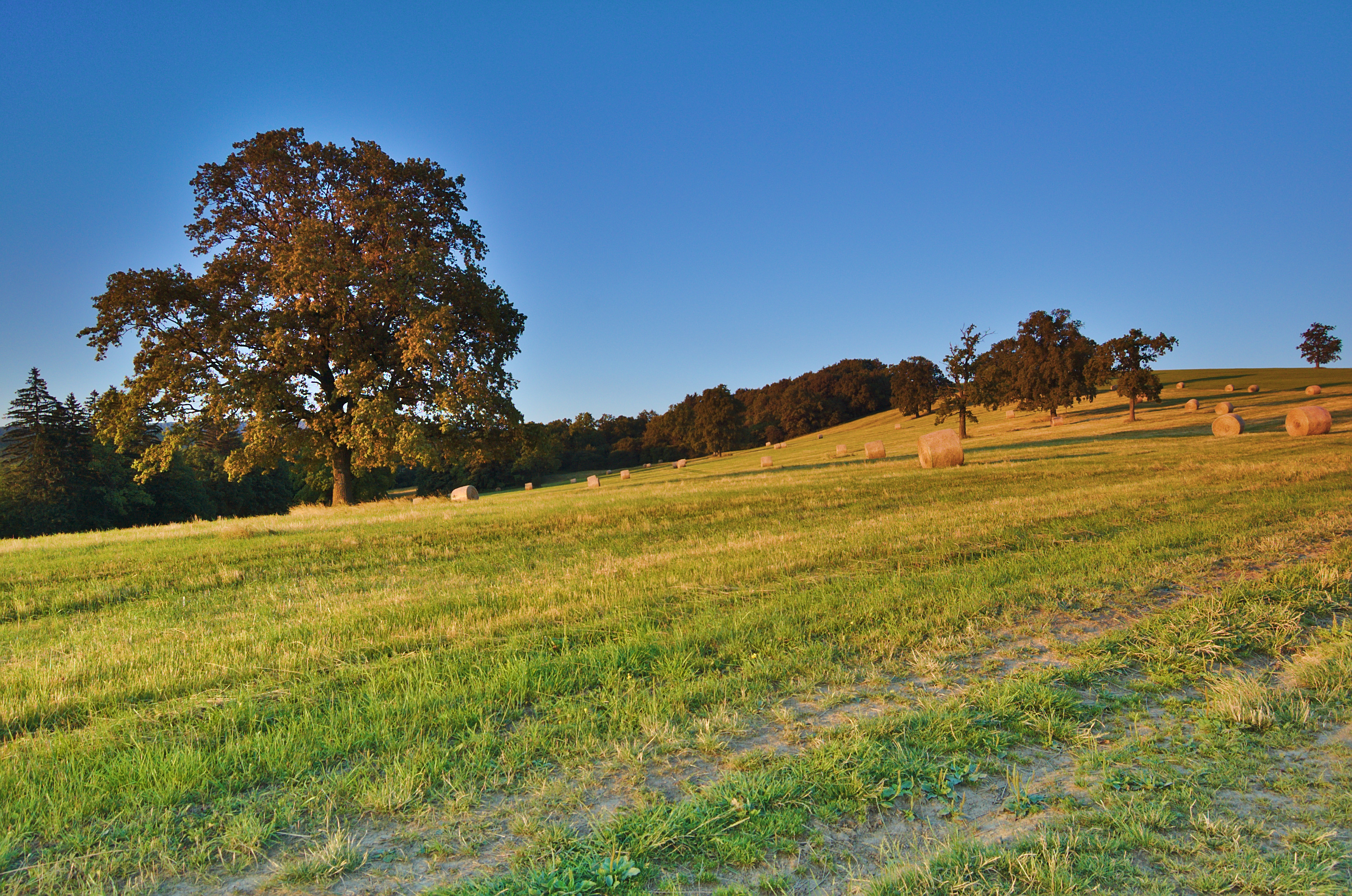
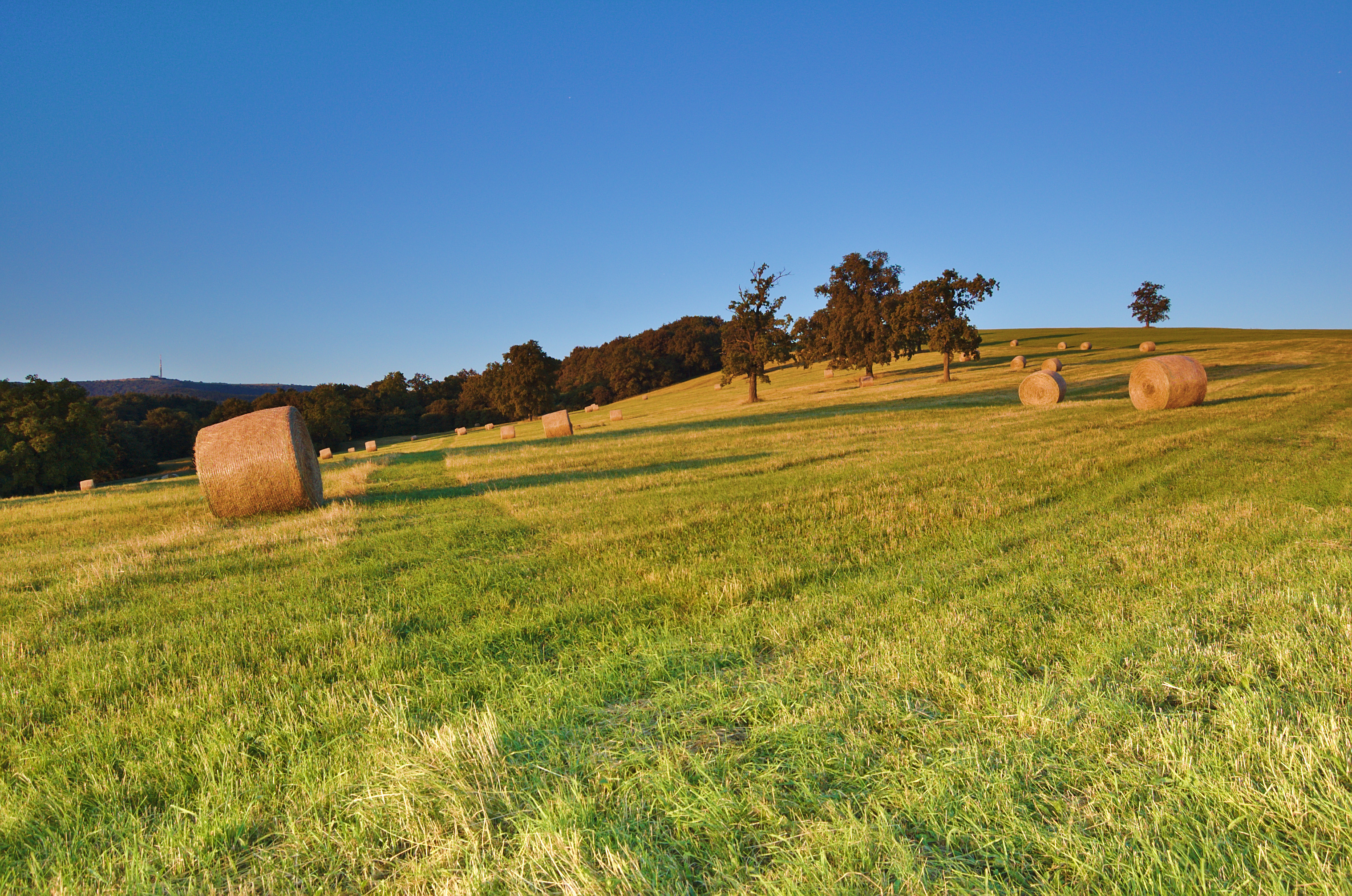